# Sonic the Hedgehog Triple Trouble
Sonic the Hedgehog Triple Trouble, auch nur Sonic Triple Trouble, in Japan als Sonic & Tails 2 bekannt, ist ein 2D-Jump-’n’-Run-Videospiel, das von Aspect Co. Ltd entwickelt und von Sega für den Sega Game Gear am 15. Oktober 1994 in den USA und am 11. November 1994 in Japan und in Europa veröffentlicht wurde.
Beim nunmehr vierten 8-Bit-Jump-'n'-Run entschied man sich diesmal nun erstmals gegen eine Version für das Sega Master System. Wie beim Vorgänger kann der Spieler zu Beginn des Spiels zwischen Sonic the Hedgehog und Miles Tails Prower wählen, daher der japanische Titel Sonic & Tails 2.
Es ist der Nachfolger von Sonic the Hedgehog Chaos (1993) und der Vorgänger von Sonic Blast (1996).

## Handlung
Dr. Robotnik hat es geschafft, heimlich die sechs Chaos Emeralds zusammenzutragen. Während einiger Tests, um die ultimative Superwaffe zu erhalten, kommt es zu einem Unglück im Labor, bei dem sich die sechs Chaos Emeralds über den ganzen Planeten verteilen. Nur einen Chaos Emerald kann Dr. Robotnik in seinem Besitz halten. Sonic und Tails erfahren von diesem Zwischenfall und begeben sich auf die Suche nach den Chaos Emeralds. Dr. Robotnik erzählt Knuckles the Echidna, dass Sonic und Tails dies tun, da sie Weltherrschaft anstreben, weswegen Knuckles sich den beiden fortan in den Weg stellt. Hinzu kommt Fang the Hunter, der nichts von der Macht der Chaos Emeralds ahnt, sie jedoch für sehr wertvoll hält und sie selbst sammeln möchte, um sie später auf dem Schwarzmarkt zu verkaufen.

## Gameplay
In Sonic the Hedgehog Triple Trouble übernimmt der Spieler die Kontrolle über den blauen Igel Sonic oder Tails in einem sidescrollenden 2D-Jump-'n'-Run. Neben dem Steuerkreuz zur Bewegung ist nur ein Aktionsknopf zum Springen nötig. In springender oder rollender Form, Spin Attack genannt, können Sonic und Tails Gegner besiegen oder Itemboxen in Form von Monitoren öffnen. Wenn man mit dem Steuerkreuz nach unten Sonic oder Tails ducken lässt und dann die Sprungtaste betätigt und loslässt, kann die Spielfigur mit dem Spin Dash aus dem Stand schnell mit der Spin Attack nach vorne preschen. Wenn man im Stand das Steuerkreuz nach oben hält und die Sprungtaste betätigt, führt Sonic die neue Technik Strike Dash aus oder lässt Tails losfliegen. Neu in diesem Spiel ist die Flying Spin Attack, womit Tails in der Luft fliegend angreifen kann. Bei Berührung können die goldenen Ringe eingesammelt werden; Nimmt die Spielfigur Schaden, verliert sie unüblicherweise nicht alle, sondern maximal zehn Ringe. Nimmt die Spielfigur Schaden, ohne Ringe zu besitzen, fällt in einen tödlichen Abgrund, wird zerquetscht oder ertrinkt, verliert sie ein Extraleben, von denen man zu Spielbeginn drei besitzt. Sammelt man 100 Ringe, erhält man ein weiteres Extraleben. In den Monitoren kann ein Extraleben, zehn Ringe, vorübergehende erhöhte Geschwindigkeit, vorübergehende Unverwundbarkeit, Raketenschuhe, ein Snowboard, Propellerschuhe, der Pogo Spring, ein Checkpoint oder ein Chaos Emerald sein. In diesem Spiel kann auch das Ziel 10 Ringe, ein Extraleben oder ein Continue enthalten. Die meisten Gegner können mit der Spin Attack besiegt werden, was dem Spieler Punkte erbringt und die gefangenen Tiere befreit.
Das Spiel besteht aus sechs Zonen (Great Turquoise Zone, Sunset Park Zone, Meta Junglira Zone, Robotnik Winter Zone, Tidal Plant Zone und Atomic Destroyer Zone) mit je drei Acts, die als Level definiert werden können. Jede Zone hat dabei ihre eigene Thematik, Aussehen und Gegner-Vielfalt. Am Ende des jeweils dritten Acts wartet zudem ein Kampf gegen einen von Dr. Robotniks Robotern oder Dr. Robotnik selbst, zudem kann Knuckles auftauchen, um den Spieler den Weg zu erschweren. Wenn die Spielfigur mit mindestens 50 Ringen einen Chaos Emerald-Monitor zerstört, gelangt sie in eine der fünf Special Stages, wo es jeweils einen der sechs im Spiel befindlichen Chaos Emeralds zu finden gibt, jedoch wird Fang the Hunter jedes Mal versuchen, den Spieler am Erreichen des Chaos Emerald zu hindern. Den sechsten Chaos Emerald erhält man für den Sieg über Dr. Robotnik am Ende der letzten Zone. Für das Sammeln aller sechs Chaos Emeralds erhält man zusätzlich das gute Ende des Spiels.

### Level
| Nr. | Zone                  | Acts | Bosskämpfe           | Gegner                                   |
| --- | --------------------- | ---- | -------------------- | ---------------------------------------- |
| 1   | Great Turquoise Zone  | 3    | Tart Turtle          | Springshell, Bombaberry                  |
| 2   | Sunset Park Zone      | 3    | Marve Shupopolus-Gou | Kameka, Ladybuggy, Ridal Tap, Bombaberry |
| 3   | Meta Junglira Zone    | 3    | Wood Buttarundorf    | Rabibin, Ridal Tap                       |
| 4   | Robotnik Winter Zone  | 3    | Giga Thomas Pen      | Penguin Bomber, Spidal Tap               |
| 5   | Tidal Plant Zone      | 3    | Knuckles the Echidna | Eeliotte                                 |
| 6   | Atomic Destroyer Zone | 3    | Egg Destroyer        | Mecha Hiyoko, Bomblur                    |

## Entwicklung
Trotz der guten Verkaufszahlen der Sega-Master System-Versionen der Vorgänger entschied man sich bei diesem erneut von Aspect Co. Ltd entwickelten Spiel gegen eine Umsetzung für die längst abgelöste Sega-Konsole. Mit Sonic the Hedgehog Triple Trouble erschien Knuckles erstmals in einem 8-Bit-Jump 'n' Run, zudem wurde der neue Charakter Fang the Hunter in diesem Spiel eingeführt, der zunächst in weiteren Regionen noch der Namen Nack the Weasel trug, wobei man sich im Laufe der Jahre jedoch auf den Namen Fang einigte.

## Neuveröffentlichungen und Nachfolger

### Neuveröffentlichungen
Nach der Erstveröffentlichung von Sonic the Hedgehog Triple Trouble für den Sega Game Gear war das Spiel auch auf Sonic Adventure DX: Director’s Cut (2003, Nintendo GameCube, PC), Sonic Gems Collection (2005, Nintendo GameCube, PlayStation 2), Sonic PC Collection (2009, PC) und Sonic Origins Plus (2023) enthalten. Zudem ist das Spiel für die Virtual Console des Nintendo 3DS (2013) erneut erschienen. Es existieren fanerstellte, inoffizielle Ports für das Sega Master System, die jedoch technische Mängel aufweisen.

### Nachfolger
1996 erschien mit Sonic Blast noch ein letztes Sonic-8-Bit-Jump-'n'-Run für den Sega Game Gear, welches in Brasilien auch für das Sega Master System veröffentlicht wurde.

### Inoffizielle 16-Bit-Version
Am 4. August 2022 wurde nach über fünf Jahren Entwicklungszeit von Noah N. Copeland eine inoffizielle 16-Bit-Version von Sonic the Hedgehog Triple Trouble veröffentlicht, welche die Level und Geschichte des Spiels neu darstellte, als wäre das Spiel für das Sega Mega Drive erschienen. Dabei kann im Spiel jederzeit auf Knopfdruck zwischen Sonic und Tails gewechselt werden, Knuckles, Fang the Hunter und Metal Sonic können als spielbare Charaktere freigeschaltet werden.
Das Spiel enthält ein komplett neues, spielbares Intro, welches an das Ende von Sonic & Knuckles (1994) anknüpft, eine komplett neue Stage namens Egg Zeppelin Zone und ein serientypisches Super-Sonic-Finale in der neuen Final Trouble Zone, in der sich Sonic, Knuckles und Fang gegen einen übermächtigen Metal Sonic verbünden, ehe es zum Kampf zwischen Super Sonic und Metal Sonic kommt. Außerdem verfügt diese Version über einen Time-Attack- und einen Competition-Modus.

## Rezeption
Sonic the Hedgehog Triple Trouble erhielt gemischte bis gute Wertungen. Teils vermisste die Fachpresse eine gewisse Originalität und Identität aufgrund der Ähnlichkeit zu Sonic the Hedgehog Chaos (1993), zu anderem wird die womöglich beste Grafik eines Sonic-Spiels auf dem Game Gear gelobt, was aber auch die Framerate in bestimmten Situationen, bei denen zu viele Rechenoperationen gleichzeitig durchgeführt werden müssen, an ihre Grenzen brachte. Das Sega Magazine vermutete, die geringe Anzahl an Gegnern im Spiel könnte auf die Framerate-Probleme zurückzuführen sein. Zudem wurde das Spiel oft als zu einfach beschrieben.

„Zu was der gute alte Game Gear fähig ist, zeigt sich deutlich im neuesten Sonic Jump & Run. Brillante Grafiken, beeindruckende 3D-Sequenzen und riesige Levels, was will man mehr? Viel Spielspaß für unterwegs ist damit garantiert.“

„Ohne Zweifel, eingefleischte Sonic-Jünger werden sich das Teil so oder so kaufen. Ob das aber auch für alle anderen gilt, wage ich jedoch zu bezweifeln. Zwar sind die actionreichen Stages nett anzusehen, aber sie sind alle verhältnismäßig leicht zu nehmen. Auch die Boßgegner scheinen nicht gerade in ihrer Höchstform zu sein. Sie sind allemal gut, um kleine Pausestunden auszufüllen. Ihr werdet sie ohne Mühe schlagen können. So hält sich der Schwierigkeitsgrad im gesamten Spielverlauf in Grenzen. Vom Spielprinzip her hat sich gegenüber den drei Vorgängerversionen nichts verändert. Es ist und bleibt eben ein typisches Sonic wie es leibt und lebt.“